# Mrkotić (Republika Serbska)
Mrkotić (cyr. Мркотић) – wieś w Bośni i Hercegowinie, w Republice Serbskiej, w gminie Teslić. W 2013 roku liczyła 24 mieszkańców.